# Андский дрозд-отшельник
Андский дрозд-отшельник (лат. Myadestes ralloides) — вид воробьиных птиц из семейства дроздовых. Выделяют четыре подвида. Распространены в Южной Америке. 

## Описание
Андский дрозд-отшельник достигает длины 17—18 см и массы от 25,5 до 37 г. Половой диморфизм не выражен. У взрослых особей номинативного подвида лицо тускло-серое, макушка тускло-серовато-оливковая, уздечка чёрная. Верхняя часть тела от мантии до надхвостья и лопатки красновато-коричневого цвета. Первостепенные кроющие перья крыла и основания второстепенных маховых перьев с тёмными кончиками. Нижняя часть тела тускло-серого цвета. Клюв темный; ноги бледно-коричневые. Молодые особи похожи на взрослых, но сверху с бледно-жёлтыми пятнами снизу с тёмными крапинками. Подвид M. r. plumbeiceps немного более насыщенного коричневого цвета сверху, макушка серая, основание подклювья тёмно-жёлтое; у подвида M. r. candelae макушка и верхняя часть тела тёмно-рыжевато-коричневые, грудь тёмно-серая; подвид M. r. venezuelensis ярче, более рыжевато-коричневый сверху, макушка в основном коричневая, лоб серый, бока тела оливковые, ноги желтоватые.

## Вокализация
Андский дрозд-отшельник обычно поёт со скрытой присады в нижней части полого высокого дерева. Пение можно услышать в течение всего года, но в основном в сезон размножения, на рассвете и в сумерках. Песня различается в разных частях ареала на западном склоне Анд очень красивая, неторопливая, громкая, ритмичная серия фраз, состоящих из чистых, флейтоподобных нот, иногда перемежающихся более гортанными, булькающими звуками, «tliii… liidl-ii… turdelii… triilii… lur-lur… iii-uuu…»; на восточном склоне Анд — более пронзительная и менее флейтоподобная, с иногда более беспорядочными фразами и более длинными интервалами. Песня на юге Тачиры (Венесуэла) считается самой мелодичной из всех. Малоизвестная песня в полёте представляет собой сильно ускоренную версию песни с присады. Позывки издаваемые в тревоге или при беспокойстве включают в себя гортанный, хриплый, невнятный свистящий «rraou».

## Подвиды и распространение
Выделяют четыре подвида:
- Myadestes ralloides plumbeiceps  Hellmayr, 1921 — западная Колумбия и запад Эквадора;
- Myadestes ralloides  candelae  Meyer de Schauensee, 1947 — север центральной Колумбии;
- Myadestes ralloides venezuelensis  Sclater, 1856 — северная и западная Венесуэла, восток Колумбия, север Перу;
- Myadestes ralloides  ralloides  (d'Orbigny, 1840) — центр и юг Перу, западная Боливия.

## Места обитания и биология
Андский дрозд-отшельник обитает во влажных предгорных и субтропических лесах, на окраинах и в тенистых участках высоких вторичных лесов; обычно вблизи горных ручьёв и в оврагах. Встречается на высоте 650—2900 м над уровнем моря, в основном на высоте 1200—2700 м; до 800 м и местами до 600 м на тихоокеанском склоне в Колумбии; 900—2800 м в Венесуэле.
Андский дрозд-отшельник кормится, сидя на ветке; редко спускается на землю, но регулярно следует за колоннами кочевых муравьев. Изредка ловит насекомых в полёте. В состав рациона входят насекомые, фрукты и ягоды. Биология размножения исследована недостаточно. Сезон размножения, вероятно, продолжается с февраля по июнь, иногда до августа, редко позже. Гнездо представляет собой чашечку из мха, выстланную корешками и прицветниками, расположенную на хорошо дренированном берегу или бревне, иногда на опушке леса. В кладке два яйца, яйца тускло-белые или кремово-белые с красновато-коричневыми крапинками. Другой информации нет.